# Ischiolepta scabra
Ischiolepta scabra är en tvåvingeart som först beskrevs av Arnold Spuler 1924.  Ischiolepta scabra ingår i släktet Ischiolepta och familjen hoppflugor. Inga underarter finns listade i Catalogue of Life.